# つやのよる
『つやのよる』は、井上荒野による日本の小説。
2013年に『つやのよる ある愛に関わった、女たちの物語』（つやのよる あるあいにかかわった、おんなたちのものがたり）のタイトルで映画化された。

## 書誌情報
- 単行本：2010年4月30日発売、ISBN 978-4-10-473103-9
- 文庫本：2012年12月1日発売、ISBN 978-4-10-130256-0

## 映画
2013年1月26日に公開された日本映画。監督は行定勲、主演は阿部寛。R15+指定作品。最終興行収入は1億円。野波麻帆がヌードになってベッドシーンを演じている。

### キャスト
- 松生春二：阿部寛：艶の夫。「ペンション松生」の経営者。
- 石田行彦：羽場裕一：艶の従兄。作家。12歳だった艶を犯して処女を奪った男。
- 石田環希：小泉今日子：行彦の妻。
- 伝馬愛子：荻野目慶子：行彦の愛人。作家。
- 太田一雄：岸谷五朗：艶の元夫。離婚後24年。
- 橋本湊：野波麻帆：不動産会社に勤める女性。太田と肉体関係を持つ。
- 岩瀬：渋川清彦：湊の同僚。
- 常盤社長：渡辺いっけい：湊の勤める会社の社長。湊と不倫関係にある。
- 常盤夫人：高橋ひとみ：常盤社長の妻。
- 橋川サキ子：風吹ジュン：1年前に夫に自殺をされた未亡人。
- 橋川康太：水橋研二：サキ子の息子。
- 茅原優：永山絢斗：大島でスナックを経営する青年。艶にストーカーをされていた。
- 池田百々子：真木よう子：大島にある美容室で働く美容師。優の恋人。
- 萩原ゆかり：藤本泉：優の元彼女。優との間に息子（光）あり。
- 山田麻千子：忽那汐里：女子大生。8歳のときに父親（松生）が愛人（艶）と家出。
- 山田早千子：大竹しのぶ：麻千子の母親。
- 安藤慎二：奥田瑛二：大学教授。既婚であるが「女子学生喰い」で有名であり、麻千子とも肉体関係を持つ。
- 芳泉杏子：田畑智子：艶が入院している病院の看護師。
- 艶：大島葉子　※顔出し無し

### スタッフ
- 監督：行定勲
- 原作：井上荒野『つやのよる』（新潮社）
- 脚本：伊藤ちひろ、行定勲
- 音楽：coba
- 主題歌：クレイジーケンバンド「ま、いいや」（ダブルジョイ・インターナショナル / ユニバーサルシグマ）
- 製作：白倉伸一郎、木下直哉、藤岡修、日達長夫、吉村和文、月野木隆行、重村博文、若山泰親、木村良輔、吉澤貴洋
- プロデューサー：天野和人、谷口達彦、鳥澤晋
- キャスティング：杉野剛
- ポストプロダクションプロデューサー：篠田学
- ラインプロデューサー：橋本淳司
- 協力プロデューサー：楠本直樹
- 音楽プロデューサー：津島玄一
- 撮影：福本淳
- 照明：市川徳充
- 美術：相馬直樹
- 録音：伊藤裕規
- 編集：今井剛
- 衣裳：宮本まさ江
- ヘアメイク：倉田明美
- 助監督：増田伸弥
- ポスタービジュアル製作：清川あさみ
- 企画協力：新潮社
- 製作プロダクション：セカンドサイト、パイプライン
- 配給：東映
- 製作：「つやのよる」製作委員会（東映、木下不動産、ハピネット、東映ビデオ、イノベーションデザイン、東放学園、キングレコード、ユニバーサルミュージック、モード・フィルム、ドワンゴ、グラブ、KIT）

### 受賞歴
- 第37回日本アカデミー賞新人俳優賞（忽那汐里、『許されざる者』と合わせて）[4]